# Lambdina
Lambdina is een geslacht van vlinders van de familie spanners (Geometridae), uit de onderfamilie Ennominae.

## Soorten
- L. aliaria Walker, 1860
- L. athasaria Walker, 1860
- L. axion Druce, 1892
- L. calidaria Dyar, 1914
- L. canitiaria Rupert, 1944
- L. endropiaria Grote & Robinson, 1867
- L. fervidaria Hübner, 1831
- L. fiscellaria Guenée, 1858
- L. jacularia Barnes & McDunnough, 1916
- L. laeta Hulst, 1900
- L. negata Dyar, 1918
- L. pellucidaria Grote & Robinson, 1867
- L. phantoma Barnes & McDunnough, 1916
- L. pultaria Guenée, 1858
- L. punctata Hulst, 1899
- L. quercivoraria Guenée, 1858
- L. seminudata Walker, 1862
- L. siccaria Walker, 1866
- L. somniaria Hulst, 1886
- L. turbataria Barnes & McDunnough, 1916
- L. vitraria Grote, 1882